# Causada
Causada o Caussada fue una familia española de pintores ceramistas de la Real Fábrica de Loza y Porcelana de Alcora en el siglo XVIII.
Según se extrae del libro The industrial Arts in Spain escrito por Riaño, al menos 4 miembros de esta familia trabajaron en el arte de la decoración de cerámicas.
- Jacinto el mayor, entre 1727 y 1750. Nacido en Aragón
- Jacinto el menor, posiblemente primo del anterior y de la misma época
- José, hijo del primero, entre 1743 y 1750, cuando se trasladó a Talavera de la Reina
- Mariano, quien en 1779 fue acusado de robar los moldes para favorecer a su socio Miguel Guinot en Onda, y posteriormente a Joaquín Ten en 1785. Volvió a Alcora en 1789.[2]

## Obras
- Numerosas porcelanas, platos, vajillas, bustos y otros objetos decorativos
- Causada, Jacinto: Recetas de los colores que se usan en mi fábrica de Loza de Alcora. 1749
- Causada, Jacinto: Quaderno de rezetas de vernizes y colores para cuarenta y ocho horas de fuego o cinquenta. 1765
- Causada, Jacinto: Colorado para jaspes. 1765